# 杰出自然风景区

英格兰和威尔士的AONB分布图

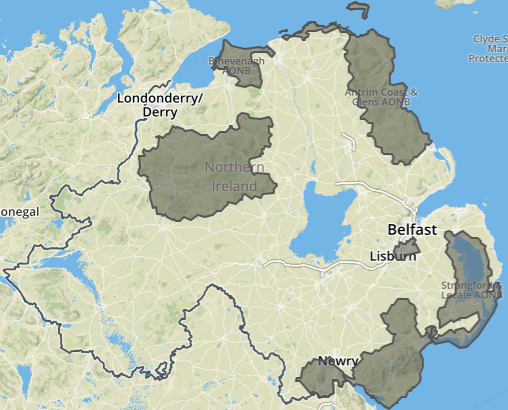
北爱尔兰分布图

杰出自然风景区（Area of Outstanding Natural Beauty；缩写：AONB）是英格兰、威尔士和北爱尔兰的一种自然风景保护区，共46处，苏格兰对应地有国家风景区。其评定机构为英格兰自然署、威尔士自然资源署和北爱尔兰环境署。它享受和英国国家公园同等保护等级，但其主管团体没有相应的规划权。

## 历史
建立杰出自然风景区的意见在1945年首次由英国公务员约翰·戈登·道尔在其《有关英格兰和威尔士国家公园的政府报告》（Report to the Government on National Parks in England and Wales）中指出。他说一些较小的、不适合划为国家公园的风景区（other amenity areas）也应该等到足够的保护。他的意见被采纳，最终在《国家公园和土地使用法案》中定名为“杰出自然风景区”。